# Dasydemellidae
Dasydemellidae es una familia de Psocodea perteneciente al suborden Psocomorpha, en el infraorden Caeciliusetae. Esta familia abarca unas 30 especies.